# Vampires of Black Imperial Blood
A Vampries of Black Imperial Blood a francia black metal együttes Mütiilation és egyben a francia black metal mozgalom első nagylemeze. Ez az album volt az első CD-n kiadott nagylemez, amit a Drakkar Productions adott ki, egy francia zenei kiadó, amit a Celestia frontembere, Noktu hozott létre.
Az volt az első albuma a Mütiilation-nek, amin Mørdrëd zenélt. Az albumon valódi dobolás hallható, de a későbbi kiadásokban Meyhna'ch dobgépet használt a felvételeknél.
Az album két dalát is feldolgozta a Xasthur zenekar: az "Eternal Empire of Majesty Death" feldolgozása az A Gate Through Bloodstained Mirrors albumon, a "Black Imperial Blood" szám feldolgozása a Nocturnal Poisoning-on található.

## Új kiadások
Az album első kiadása eredetileg 1000 példányszámra korlátozva lett kiadva, majd az End All Life Productions kiadó 1999-ben egy dupla nagylemezként adta ki 100 példányszámban. Ennek a kiadásnak viszonylag más a számlistája az eredetihez képest és tartalmaz három bónusz számot. 2005-ben a Tragic Empire Records által bootlegelve lett, nyilvánosságra nem hozott példányszámban, ugyanazzal a számlistával, mint ami a dupla nagylemezen volt. Az ausztrál Dark Adversary Productions kiadó 2009-ben hivatalosan újra kiadta az albumot, ugyanazzal a számlistával, mint amit az eredeti kiadás tartalmazott.

## Számlista
A Drakkar Productions és a Dark Adversary Productions kiadása
| #  | Cím                                                                  | Hossz |
| -- | -------------------------------------------------------------------- | ----- |
| 1. | Magical Shadows of a Tragic Past                                     | 10:00 |
| 2. | Born Under the Master's Spell (ez a szám nincs rajt az új kiadáson.) | 5:29  |
| 3. | Ravens of My Funeral                                                 | 7:41  |
| 4. | Black Imperial Blood                                                 | 5:35  |
| 5. | Eternal Empire of Majesty Death                                      | 7:06  |
| 6. | Transylvania                                                         | 5:52  |
| 7. | Under Ardailles Night                                                | 4:22  |
| 8. | Tears of a Melancholic Vampire                                       | 8:01  |

Az End All Life Productions kiadása
| #   | Cím | Hossz |
| --- | --- | ----- |
| 1.  | Magical Shadows of a Tragic Past                                                                               | 10:00 |
| 2.  | Ravens of My Funeral                                                                                           | 7:41  |
| 3.  | Black Imperial Blood                                                                                           | 5:35  |
| 4.  | Eternal Empire of Majesty Death                                                                                | 7:06  |
| 5.  | Transylvania                                                                                                   | 5:52  |
| 6.  | Under Ardailles Night                                                                                          | 4:22  |
| 7.  | Tears of a Melancholic Vampire                                                                                 | 8:01  |
| 8.  | Forest of an Evil Dream (bónusz szám)                                                                          | 5:27  |
| 9.  | Travels To Sadness, Hate And Depression (bónusz szám)                                                          | 7:13  |
| 10. | The Rite Of Darkness (a Bathory együttes The Return of the Darkness and Evil album egyik dalának feldolgozása) | 5:32  |

## Fogadtatás
Ez az album a March to the Black Holocaust-tal együtt hangszerelésben megnövelte a Black Legions mozgalom hírnevét. Az albumot gyakran tekintik a depressive suicidal black metal alműfaj megalapítójának a Xasthur és a Shining együttesek kiadásaival együtt. Az album különbözik a norvég black metal kiadásoktól, mivel "melankolikus", "sivár", "gyászos" és "depresszív atmoszférával rendelkezik".

## Fordítás
Ez a szócikk részben vagy egészben  a   Vampires of Black Imperial Blood című angol Wikipédia-szócikk fordításán alapul.  Az eredeti cikk szerkesztőit annak laptörténete sorolja fel. Ez a jelzés csupán a megfogalmazás eredetét és a szerzői jogokat jelzi, nem szolgál a cikkben szereplő információk forrásmegjelöléseként.